# 에누카 오쿠마

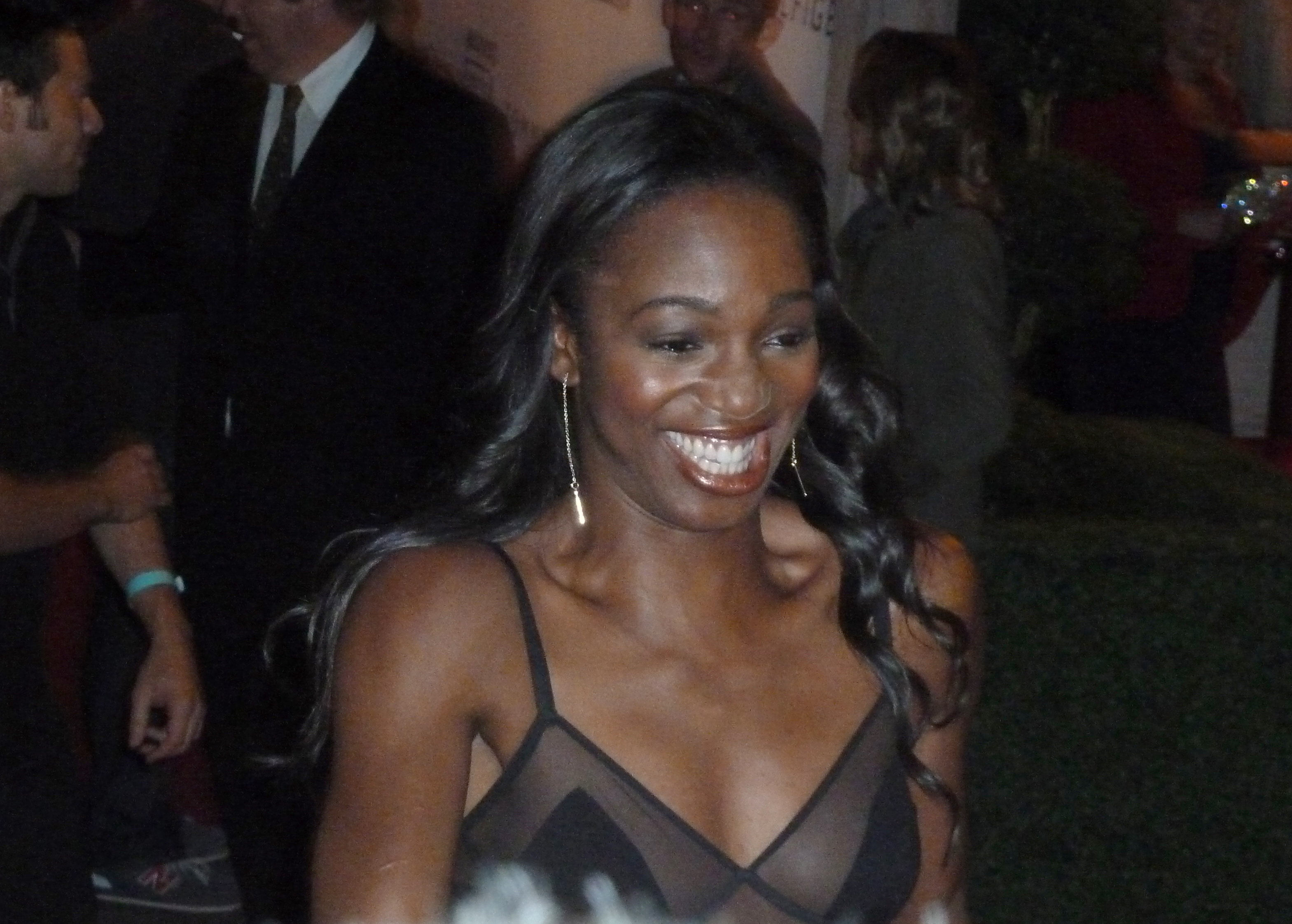

에누카 오쿠마(Enuka Okuma, 1976년 9월 20일 ~ )는 캐나다의 배우이다.
밴쿠버에서 태어났다.

## 출연 작품
- 빌리 진 킹: 세기의 대결 (2017년) - 보니 역
- 쿠키 (2011년) - 레이철 역
- 로맨틱 크라운 (2011년)
- What Color Is Love? (2009)
- 스틸 (2009년)
- 라이크 마이크 2 (2006년) - 리디아 역
- 하우스 오브 더 데드 (2003년) - 카마 역
- 서든리 네이키드 (2001년)
- 푸시캣 클럽 (2001년)
- 기동전사 건담 G-세이비어 (1999, G-Saviour)
- 레인디어 게임 (2000년)
- 더블 크라임 (1999년)
- 크리스마스 리스트 (1997년)
- 트라우마

### 텔레비전
- 드래곤볼 Z (2000) - 영어 더빙
- 루키 블루 (2010-15) - 트레이시 내시 역